# Saint-Germain (Vienne)
Pour les articles homonymes, voir Saint-Germain.

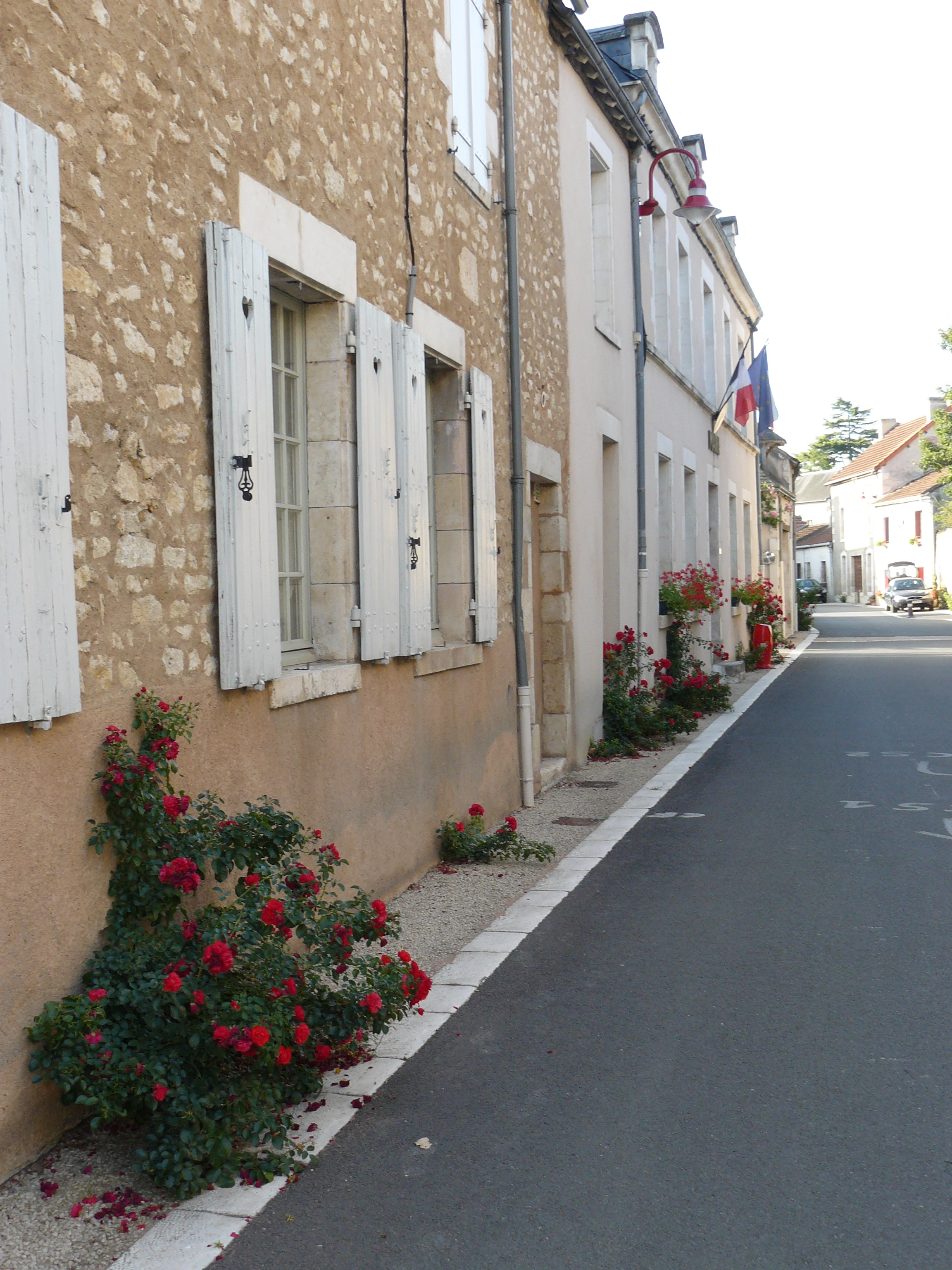
Rue Léon-Barbarin : rue de la mairie avec son fleurissement.

Saint-Germain est une commune du Centre-Ouest de la France, située dans le département de la Vienne,  près de Saint-Savin en région Nouvelle-Aquitaine.

## Géographie

### Communes limitrophes
|             | Nalliers      | Mérigny (Indre)   |
| Saint-Savin | Saint-Germain | Ingrandes (Indre) |
| Antigny     | Villemort     | Béthines          |

### Hydrographie
Le territoire communal est arrosé par la rivière Gartempe.

### Climat
Pour des articles plus généraux, voir Climat de la Nouvelle-Aquitaine et Climat de la Vienne.
Historiquement, la commune est exposée à un climat océanique du nord-ouest.  
En 2020, Météo-France publie une typologie des climats de la France métropolitaine dans laquelle la commune est exposée à un climat océanique altéré et est dans la région climatique  Poitou-Charentes, caractérisée par un bon ensoleillement, particulièrement en été et des vents modérés.
Pour la période 1971-2000, la température annuelle moyenne est de 11,8 °C, avec une amplitude thermique annuelle de 15 °C. Le cumul annuel moyen de précipitations est de 763 mm, avec 11,4 jours de précipitations en janvier et 6,8 jours en juillet. Pour la période 1991-2020, la température moyenne annuelle observée sur la station météorologique la plus proche, située sur la commune de Montmorillon à 15,29 km à vol d'oiseau, est de 0,0 °C et le cumul annuel moyen de précipitations est de 0,0 mm,. Pour l'avenir, les paramètres climatiques de la commune estimés pour 2050 selon différents scénarios d'émission de gaz à effet de serre sont consultables sur un site dédié publié par Météo-France en novembre 2022.

## Urbanisme

### Typologie
Au 1er janvier 2024, Saint-Germain est catégorisée bourg rural, selon la nouvelle grille communale de densité à sept niveaux définie par l'Insee en 2022.
Elle est située hors unité urbaine et hors attraction des villes,.

### Occupation des sols
L'occupation des sols de la commune, telle qu'elle ressort de la base de données européenne d’occupation biophysique des sols Corine Land Cover (CLC), est marquée par l'importance des territoires agricoles (69,4 % en 2018), une proportion sensiblement équivalente à celle de 1990 (69,9 %). La répartition détaillée en 2018 est la suivante : 
terres arables (46,8 %), forêts (24,1 %), zones agricoles hétérogènes (21,5 %), zones urbanisées (3,3 %), milieux à végétation arbustive et/ou herbacée (1,8 %), zones industrielles ou commerciales et réseaux de communication (1,4 %), prairies (1 %). L'évolution de l’occupation des sols de la commune et de ses infrastructures peut être observée sur les différentes représentations cartographiques du territoire : la carte de Cassini (XVIIIe siècle), la carte d'état-major (1820-1866) et les cartes ou photos aériennes de l'IGN pour la période actuelle (1950 à aujourd'hui).

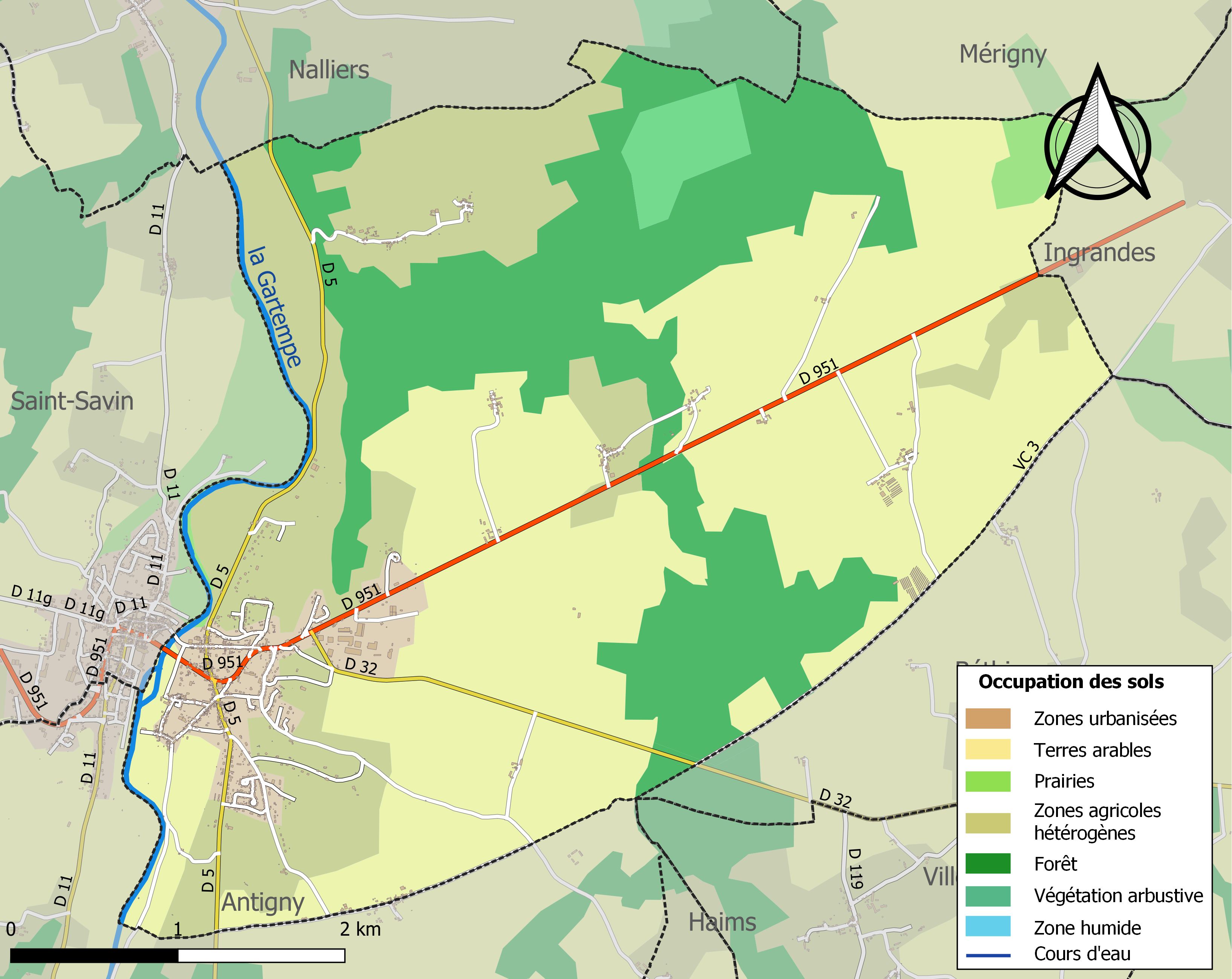
Carte des infrastructures et de l'occupation des sols de la commune en 2018 (CLC).

### Risques majeurs
Le territoire de la commune de Saint-Germain est vulnérable à différents aléas naturels : météorologiques (tempête, orage, neige, grand froid, canicule ou sécheresse), inondations, mouvements de terrains et séisme (sismicité faible). Il est également exposé à un risque technologique,  le transport de matières dangereuses. Un site publié par le BRGM permet d'évaluer simplement et rapidement les risques d'un bien localisé soit par son adresse soit par le numéro de sa parcelle.

#### Risques naturels
Certaines parties du territoire communal sont susceptibles d’être affectées par le risque d’inondation par débordement de cours d'eau, notamment la Gartempe. La commune a été reconnue en état de catastrophe naturelle au titre des dommages causés par les inondations et coulées de boue survenues en 1982, 1993, 1995, 1999 et 2010,.

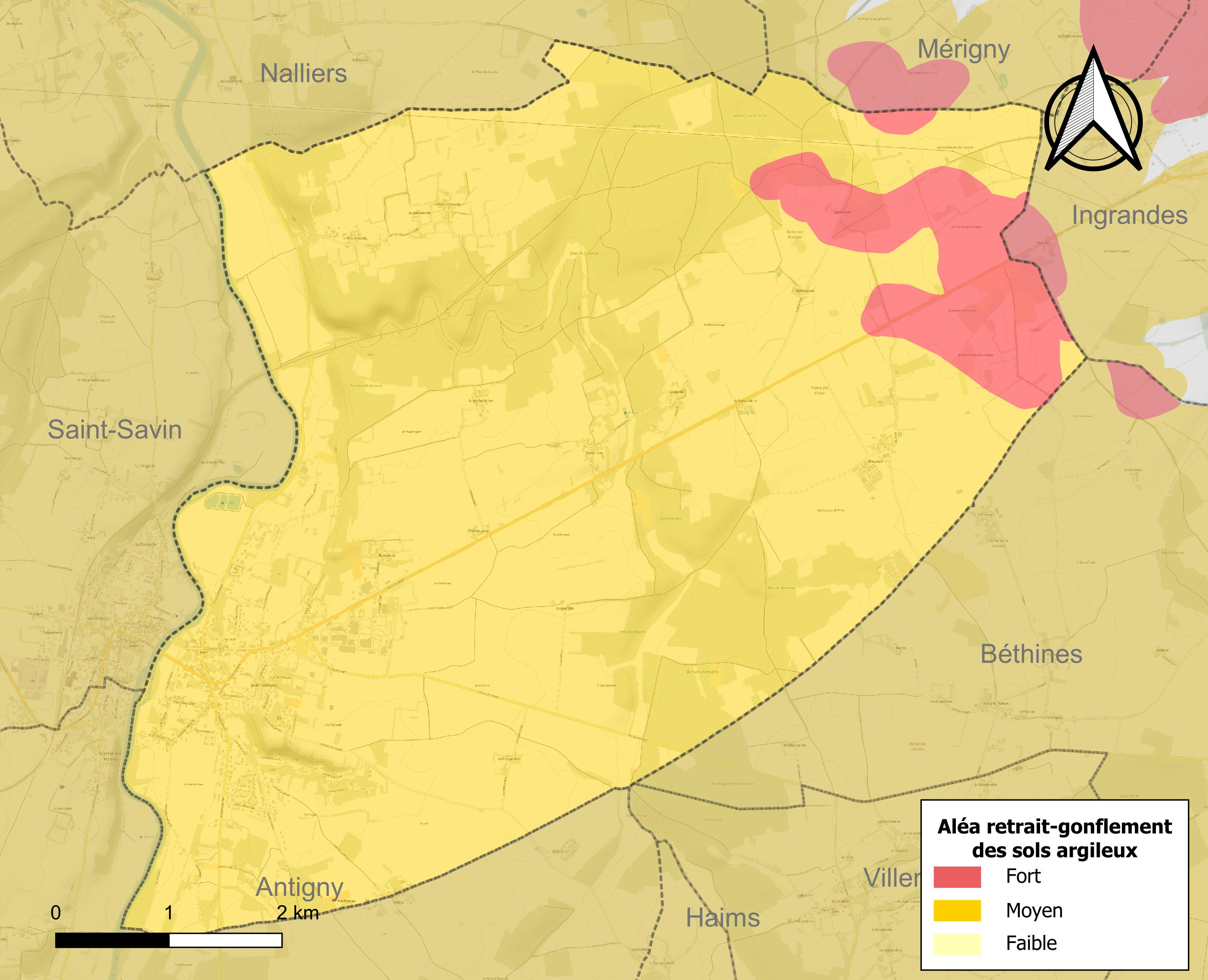
Carte des zones d'aléa retrait-gonflement des sols argileux de Saint-Germain.

Les mouvements de terrains susceptibles de se produire sur la commune sont des tassements différentiels. Le retrait-gonflement des sols argileux est susceptible d'engendrer des dommages importants aux bâtiments en cas d’alternance de périodes de sécheresse et de pluie. La totalité de la commune est en aléa moyen ou fort (79,5 % au niveau départemental et 48,5 % au niveau national). Depuis le 1er octobre 2020, en application de la loi ÉLAN, différentes contraintes s'imposent aux vendeurs, maîtres d'ouvrages ou constructeurs de biens situés dans une zone classée en aléa moyen ou fort,.
La commune a été reconnue en état de catastrophe naturelle au titre des dommages causés par la sécheresse en 2019 et 2020 et par des mouvements de terrain en 1999 et 2010.

## Histoire
Saint-Germain accueille favorablement les avancées de la Révolution française. Elle plante ainsi son arbre de la liberté, symbole de la Révolution. Il devient le lieu de ralliement de toutes les fêtes et des principaux événements révolutionnaires, comme la fête de l'Être suprême en 1794. À ce moment, la commune, pour suivre le décret de la Convention du 25 vendémiaire an II (16 octobre 1793) invitant les communes ayant des noms pouvant rappeler les souvenirs de la royauté, de la féodalité ou des superstitions, à les remplacer par d'autres dénominations, la commune est appelée Germain-le-Teil.
En 1945, pour fêter la Libération et le retour de la République, un autre arbre de la liberté est planté. Ce tilleul ombrage toujours la place du Theil en 1988.
Le bourg nommé "Le Premilly" (environ une trentaine d'habitants à l'année) est rattaché à la commune, et est situé à moins de trois kilomètres au nord de Saint-Germain. Ce bourg formant un petit village à part, est composé du Bas Premilly et du Haut Premilly. Entre les deux se situe "La Jabouinerie", ancienne ferme, aujourd'hui quasiment abandonnée.

## Héraldique
| Blason de Saint-Germain | Blason  | Tiercé en pal d'azur, d'argent et de gueules; à la crosse d'or et à l'épi de blé tigé et feuillé du même passés en sautoir et brochant sur le tout. |
| Blason de Saint-Germain | Détails | Le statut officiel du blason reste à déterminer. |

## Politique et administration

### Liste des maires
| Période      | Période   | Identité           | Étiquette | Qualité    |
| ------------ | --------- | ------------------ | --------- | ---------- |
|              |           | Marc Massy         |           |            |
|              |           | Abel Demay         |           |            |
| mars 2001    | mars 2008 | Fortuné Valfrédini |           |            |
| mars 2008    | mai 2013  | Jean-Paul Chambet  |           | antiquaire |
| juillet 2013 | en cours  | Michel Porte       |           |            |

### Instances judiciaires et administratives
La commune relève du tribunal d'instance de Poitiers, du tribunal de grande instance de Poitiers, de la cour d'appel  de Poitiers, du tribunal pour enfants de Poitiers, du conseil de prud'hommes de Poitiers, du tribunal de commerce de Poitiers, du tribunal administratif de Poitiers et de la cour administrative d'appel  de  Bordeaux,  du tribunal des pensions de Poitiers, du tribunal des affaires de la Sécurité sociale de la Vienne, de la cour d’assises de la Vienne.

## Démographie
L'évolution du nombre d'habitants est connue à travers les recensements de la population effectués dans la commune depuis 1793. Pour les communes de moins de 10 000 habitants, une enquête de recensement portant sur toute la population est réalisée tous les cinq ans, les populations de référence des années intermédiaires étant quant à elles estimées par interpolation ou extrapolation. Pour la commune, le premier recensement exhaustif entrant dans le cadre du nouveau dispositif a été réalisé en 2004.

En 2022, la commune comptait 883 habitants, en évolution de −5,56 % par rapport à 2016 (Vienne : +0,6 %, France hors Mayotte : +2,11 %).
| 1793 | 1800 | 1806 | 1821 | 1831 | 1836 | 1841 | 1846 | 1851 |
| ---- | ---- | ---- | ---- | ---- | ---- | ---- | ---- | ---- |
| 836  | 436  | 736  | 816  | 793  | 812  | 790  | 819  | 830  |

| 1856 | 1861 | 1866 | 1872 | 1876 | 1881 | 1886 | 1891 | 1896 |
| ---- | ---- | ---- | ---- | ---- | ---- | ---- | ---- | ---- |
| 858  | 885  | 819  | 802  | 808  | 811  | 902  | 872  | 812  |

| 1901 | 1906 | 1911 | 1921 | 1926 | 1931 | 1936 | 1946 | 1954 |
| ---- | ---- | ---- | ---- | ---- | ---- | ---- | ---- | ---- |
| 814  | 836  | 856  | 796  | 781  | 763  | 757  | 746  | 734  |

| 1962 | 1968 | 1975 | 1982  | 1990  | 1999  | 2004 | 2006 | 2009  |
| ---- | ---- | ---- | ----- | ----- | ----- | ---- | ---- | ----- |
| 826  | 839  | 948  | 1 034 | 1 037 | 1 026 | 954  | 936  | 1 001 |

| 2014 | 2019 | 2022 | - | - | - | - | - | - |
| ---- | ---- | ---- | - | - | - | - | - | - |
| 942  | 915  | 883  | - | - | - | - | - | - |

La densité de population de la commune est de 47 hab./km2. Celle du département est de 61 hab./km2. Elle est de 68 hab./km2 pour la région Poitou-Charentes et de 115 hab./km2 pour la France (Insee- 2008).
La diminution de 8 % de la population de la commune de 1999 à 2006 s’intègre dans une évolution générale à l’ensemble des communes rurales du département de la Vienne. Les zones rurales perdent de leurs habitants au profit d’une vaste région circonscrite autour des deux grandes métropoles du département : Poitiers et Châtellerault, et plus particulièrement au profit des cantons limitrophes de la préfecture.

## Économie
Selon la direction régionale de l'Alimentation, de l'Agriculture et de la Forêt de Poitou-Charentes, il n'y a plus que huit exploitations agricoles en 2010 contre treize en 2000.
Les surfaces agricoles utilisées ont diminué et sont passées de 2 097 hectares en 2000 à 1 985 hectares en 2010. 45 % sont destinées à la culture des céréales (blé tendre essentiellement mais aussi de l'orge), 20 % pour les oléagineux (colza et tournesol), 12 % pour le fourrage et 10 % restent en herbe.
Cinq exploitations en 2010 (contre trois en 2000) abritent un élevage de bovins (535 têtes en 2010 contre 477 têtes en 2000). Les élevages d'ovins ont disparu au cours de cette décennie (275 têtes réparties sur trois fermes en 2000). Cette évolution est conforme à la tendance globale du département de la Vienne. En effet, le troupeau d’ovins, exclusivement destiné à la production de viande, a diminué de 43,7 % de 1990 à 2007.

## Culture locale et patrimoine

### Lieux et monuments
- Charmante église de Saint-Germain, inscrite comme monument historique depuis 1927 pour son élévation.
- Site préhistorique de Rochetaillère.
- Église Saint-Georges de Saint-Georges-lès-Baillargeaux. La façade occidentale a été inscrite au titre des monuments historique en 1927[29].

## Galerie

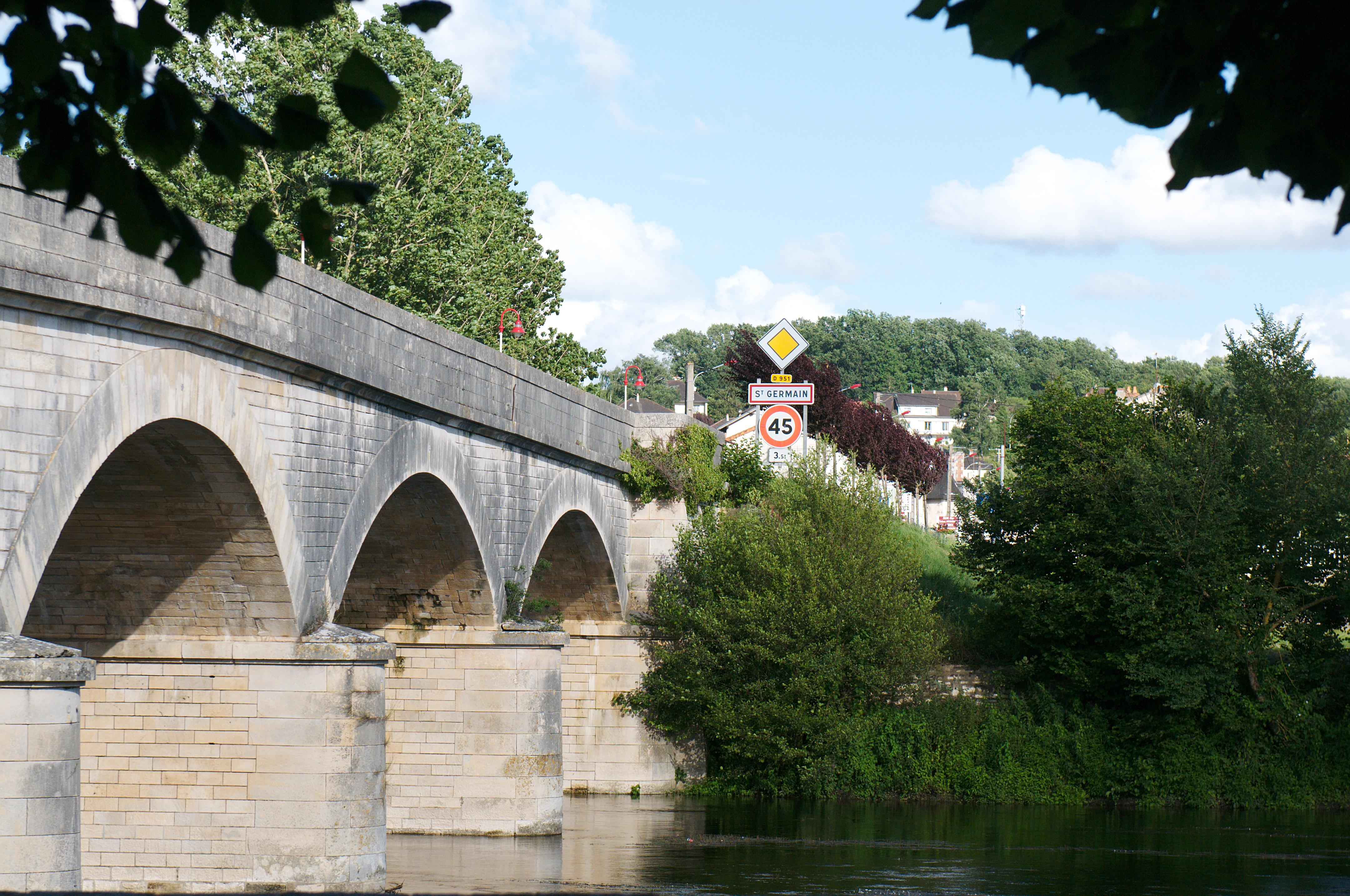
Le Pont Neuf.
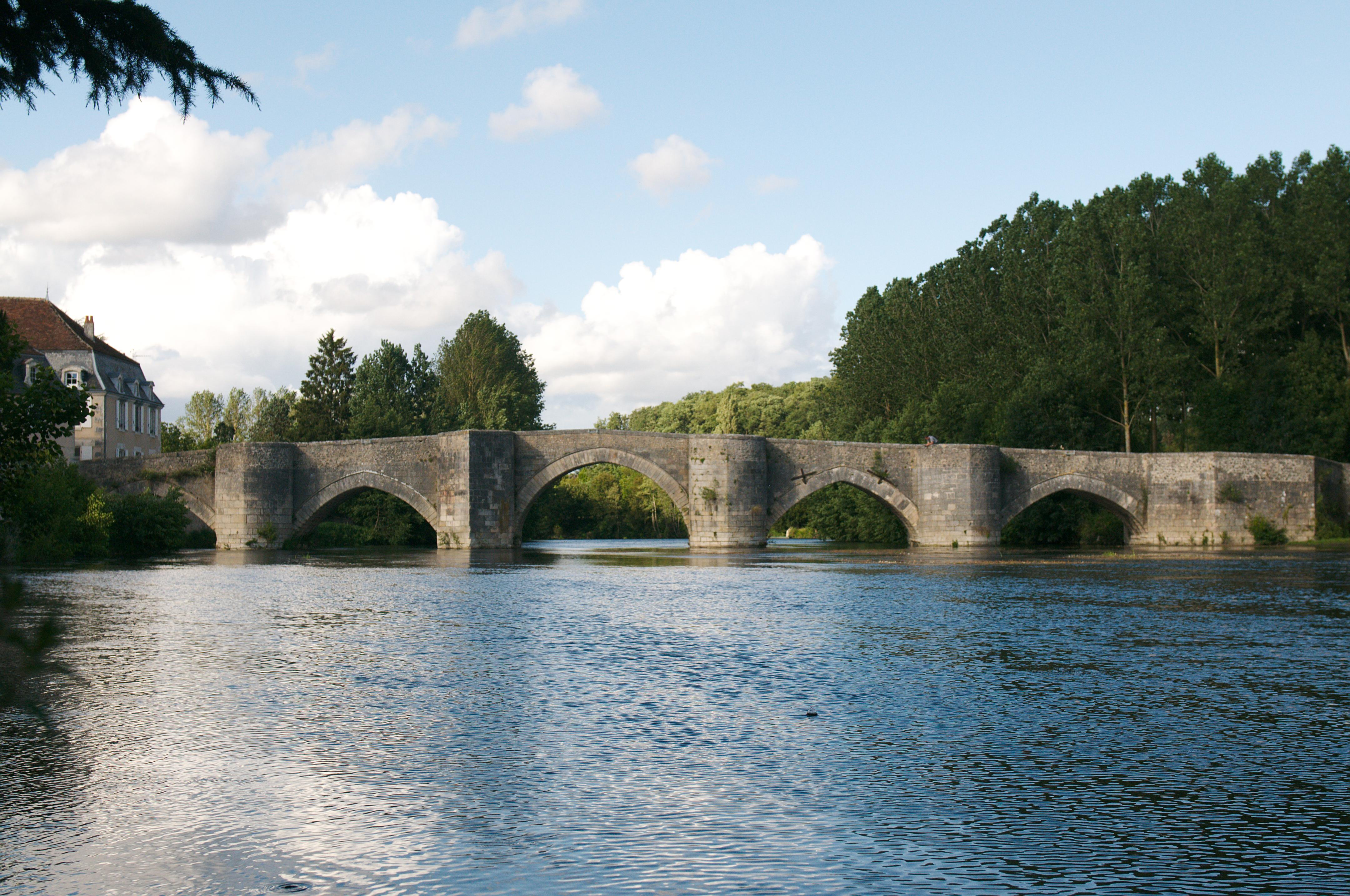
Le Vieux Pont.
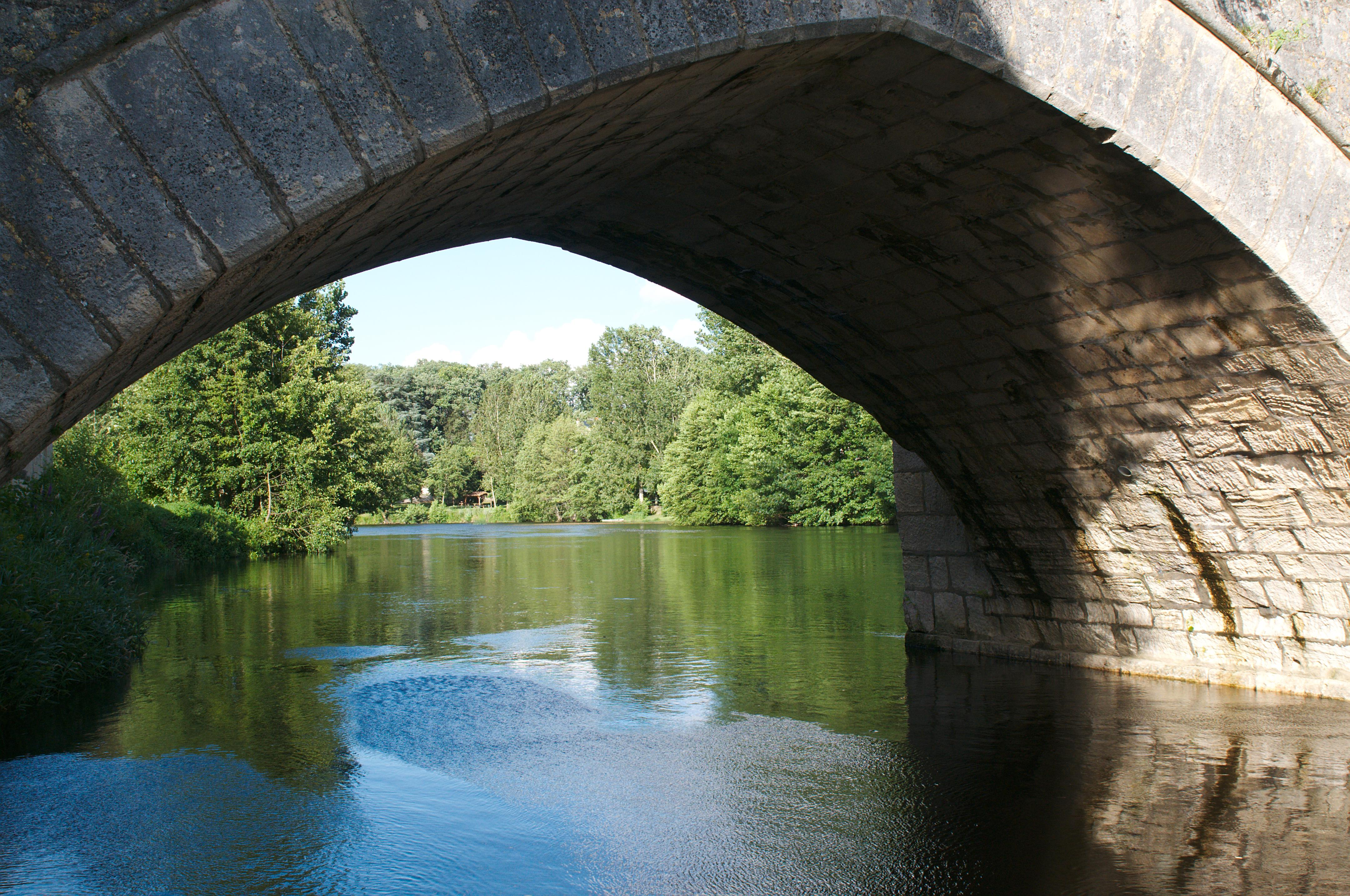
Une arche du Vieux Pont.
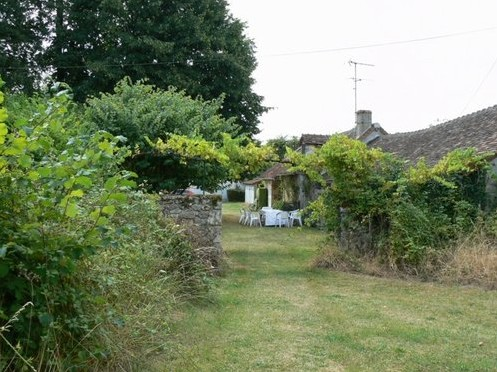
Le Haut Premilly chez Nicole.
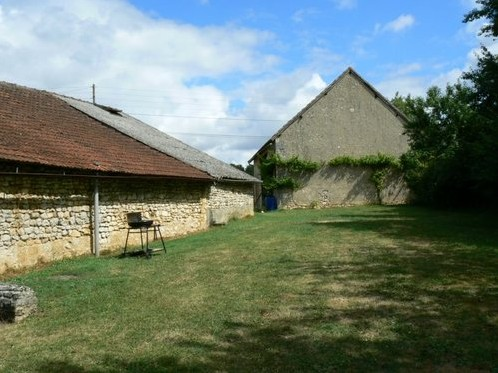
Le Bas Premilly chez Dominique.
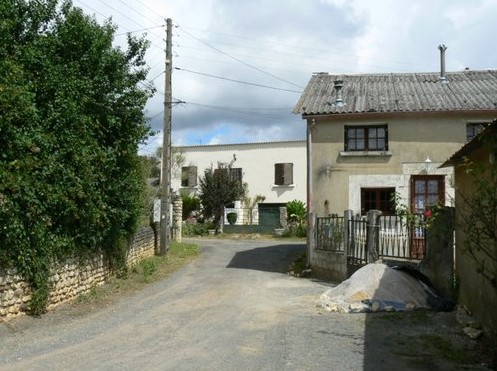
Le Haut Premilly.
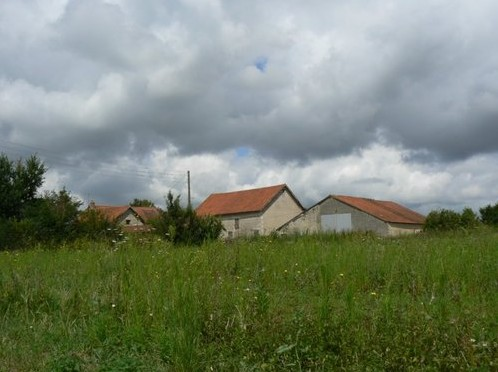
Le Premilly - La Jabouinerie.
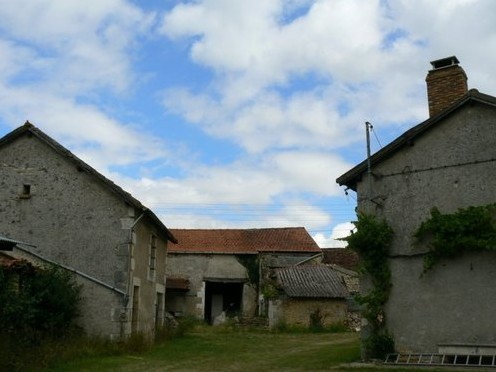
Le Bas Premilly.
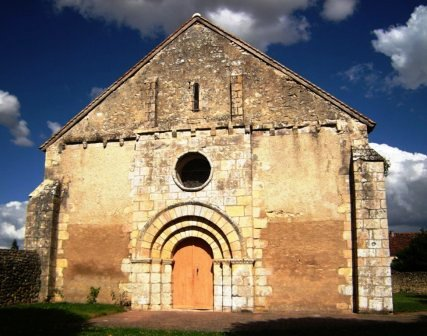
Église de Saint-Germain (façade)
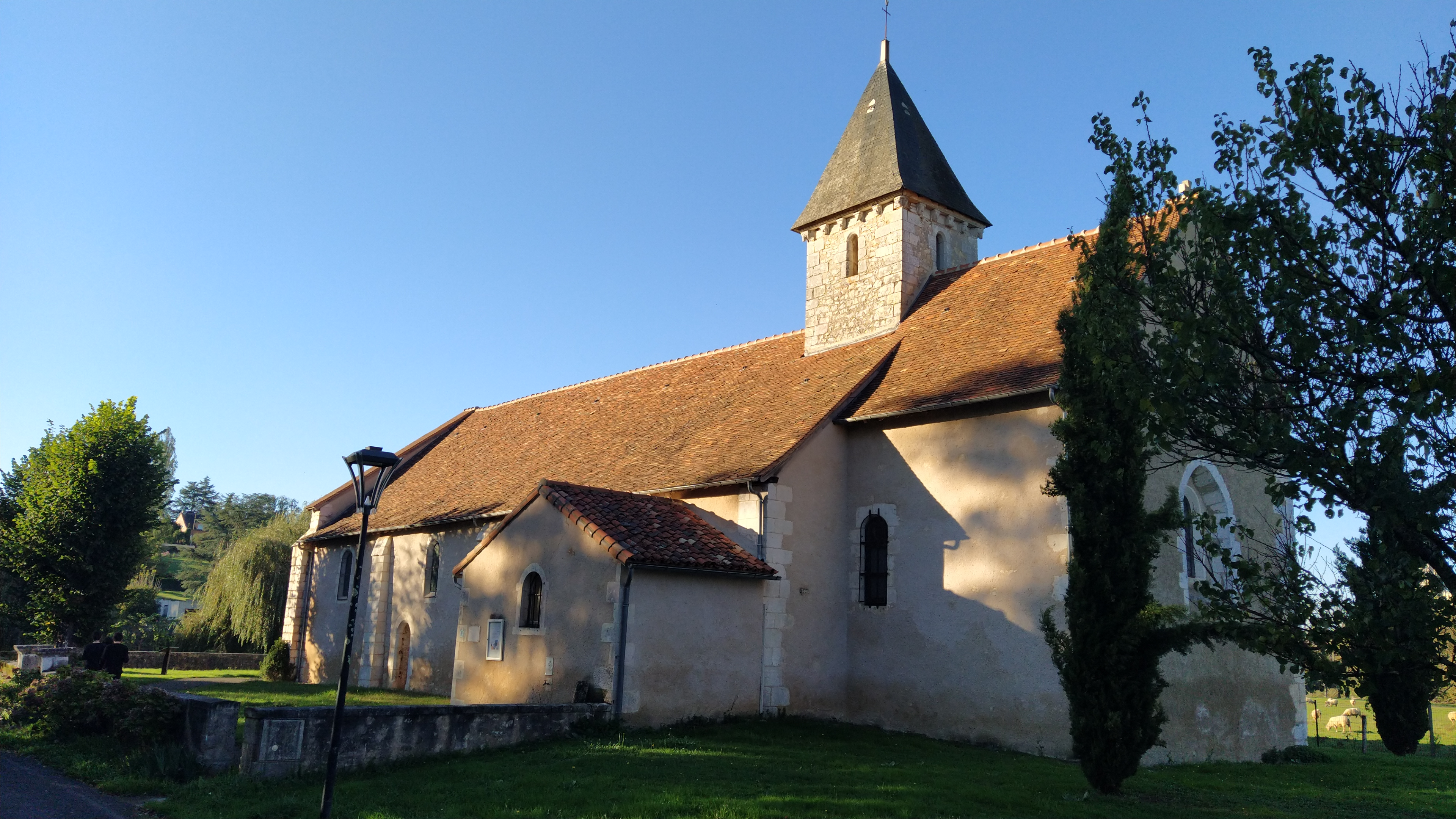
Eglise de Saint-Germain (vue générale)

## Sources